# Fondo mutualista
Un fondo mutualista es un fondo de inversión gestionado profesionalmente que reúne el dinero de muchos inversores para comprar valores (acciones, bonos, instrumentos del mercado a corto plazo, otros fondos de inversión, otros valores, y / o materias primas como los metales preciosos). El término se utiliza normalmente en Estados Unidos, Canadá y la India, mientras que estructuras similares en todo el mundo incluyen la SICAV en Europa ("sociedad de inversión de capital variable") y la sociedad de inversión abierta (OEIC) en el Reino Unido.
Los fondos de inversión suelen clasificarse por sus inversiones principales: fondos del mercado monetario, fondos de bonos o de renta fija, fondos de acciones o de renta variable, o fondos híbridos. Los fondos también pueden clasificarse como fondos de índice, que son fondos gestionados de forma pasiva que siguen el rendimiento de un índice, como un índice bursátil o un índice del mercado de bonos, o fondos gestionados de forma activa, que tratan de superar los índices bursátiles, pero generalmente cobran comisiones más altas. Las principales estructuras de los fondos de inversión son los fondos abiertos, los fondos cerrados y los fondos de inversión. 
Los fondos abiertos se compran o venden al emisor al valor liquidativo de cada acción al cierre del día de negociación en el que se ha cursado la orden, siempre que ésta se haya cursado dentro de un plazo determinado antes del cierre de la negociación. Pueden negociarse directamente con el emisor.
Los fondos de inversión tienen ventajas y desventajas en comparación con la inversión directa en valores individuales. Entre las ventajas de los fondos de inversión se encuentran las economías de escala, la diversificación, la liquidez y la gestión profesional. Sin embargo, éstas conllevan comisiones y gastos de los fondos de inversión.
Los fondos de inversión están regulados por organismos gubernamentales y están obligados a publicar información que incluya la rentabilidad, la comparación de la rentabilidad con los índices de referencia, las comisiones cobradas y los valores mantenidos. Un mismo fondo de inversión puede tener varias clases de acciones por las que los mayores inversores pagan comisiones más bajas.
Los fondos de cobertura y los fondos cotizados no son fondos de inversión. 

## Tamaño del mercado
A finales de 2020, los activos de los fondos de inversión abiertos en todo el mundo eran de 63,1 billones de dólares. Los países con las mayores industrias de fondos de inversión son:
1. Estados Unidos: 23,9 billones de dólares
2. Australia: 5,3 billones de dólares
3. Irlanda: 3,4 billones de dólares
4. Alemania: 2,5 billones de dólares
5. Luxemburgo: 2,2 billones de dólares
6. Francia: 2,2 billones de dólares
7. Japón: 2,1 billones de dólares
8. Canadá: 1,9 billones de dólares
9. Reino Unido: 1,9 billones de dólares
10. China: 1,4 billones de dólares

A finales de 2019, el 23% de los activos financieros de los hogares estaban invertidos en fondos de inversión. Los fondos de inversión representaban aproximadamente el 50% de los activos de las cuentas de jubilación individuales y otros planes de jubilación similares
Luxemburgo e Irlanda son las principales jurisdicciones para el registro de los fondos OICVM. Estos fondos pueden venderse en toda la Unión Europea y en otros países que han adoptado regímenes de reconocimiento mutuo.
A finales de 2018, las mayores gestoras de fondos de inversión en Estados Unidos en función de los activos gestionados eran:
1. BlackRock: 9 billones de dólares
2. The Vanguard Group: 7,2 billones de dólares
3. Charles Schwab Corporation: 7 billones de dólares
4. Fidelity Investments: 3,7 billones de dólares
5. State Street Global Advisors: 3,6 billones de dólares
6. PIMCO/Allianz: 2,892 billones de dólares
7. JPMorgan Chase: 2,8 billones de dólares
8. Capital Group Companies: 2,3 billones de dólares
9. BNY Mellon (Dreyfus): 2,2 billones de dólares
10. Amundi: 1,93 billones de dólares
11. Prudential Financial: 1,72 billones de dólares
12. T. Rowe Price: 1,7 billones de dólares
13. Legal & General: 1,7 billones de dólares
14. Franklin Templeton Investments: 1,498 billones de dólares
15. Merrill Lynch: 1,4 billones de dólares
16. Invesco: 1,391 billones de dólares
17. Natixis: 1,387 billones de dólares
18. Teachers Insurance and Annuity Association of America / Nuveen: 1,25 billones de dólares
19. Sun Life Financial: 1,25 billones de dólares
20. Goldman Sachs: 1,1 billones de dólares
21. Ameriprise Financial: 1,1 billones de dólares

## Historia
Los primeros fondos de inversión modernos, precursores de los fondos de inversión, se crearon en la República Holandesa. En respuesta a la crisis de 1772, el empresario de Ámsterdam Abraham (o Adriaan) van Ketwich formó un fideicomiso llamado Eendragt Maakt Magt ("la unidad crea fuerza"). Su objetivo era ofrecer a los pequeños inversores una oportunidad de diversificación.
Los fondos de inversión se introdujeron en Estados Unidos en la década de 1890. Los primeros fondos estadounidenses eran generalmente fondos cerrados con un número fijo de acciones que a menudo se negociaban a precios superiores al valor neto de los activos de la cartera. El primer fondo de inversión abierto con acciones reembolsables se creó el 21 de marzo de 1924, con el nombre de Massachusetts Investors Trust, que sigue existiendo en la actualidad y está gestionado por MFS Investment Management.
En Estados Unidos, los fondos cerrados siguieron siendo más populares que los fondos abiertos a lo largo de la década de 1920. En 1929, los fondos abiertos sólo representaban el 5% de los 27.000 millones de dólares de activos totales del sector.
Tras el crack de Wall Street de 1929, el Congreso de los Estados Unidos aprobó una serie de leyes que regulaban los mercados de valores en general y los fondos de inversión en particular.
- La Ley de Valores de 1933 exige que todas las inversiones vendidas al público, incluidos los fondos de inversión, se registren en la SEC y que proporcionen a los posibles inversores un folleto que revele los datos esenciales de la inversión.
- La Ley de Valores y Bolsa de 1934 exige que los emisores de valores, incluidos los fondos de inversión, informen regularmente a sus inversores. Esta ley también creó la Comisión de Valores y Bolsa, que es el principal regulador de los fondos de inversión.
- La Ley de Ingresos de 1936 estableció directrices para la tributación de los fondos de inversión. Permitió que los fondos de inversión fueran tratados como una entidad de flujo o de paso, en la que los ingresos se transmiten a los inversores, que son responsables de los impuestos sobre esos ingresos.
- La Ley de Sociedades de Inversión de 1940 estableció normas específicas para los fondos de inversión.

Esta nueva normativa fomentó el desarrollo de los fondos de inversión abiertos (frente a los cerrados).
El crecimiento del sector de los fondos de inversión en Estados Unidos fue limitado hasta la década de 1950, cuando volvió la confianza en el mercado de valores. En la década de 1960, Fidelity Investments comenzó a comercializar fondos de inversión al público, en lugar de sólo a los individuos más ricos o a los que trabajaban en la industria financiera. La introducción de los fondos del mercado monetario en el entorno de altos tipos de interés de finales de los 70 impulsó el crecimiento del sector de forma espectacular. El primer fondo indexado minorista, First Index Investment Trust, fue creado en 1976 por el Grupo Vanguard, dirigido por John Bogle; actualmente se denomina "Vanguard 500 Index Fund" y es uno de los mayores fondos de inversión.
A partir de la década de 1980, el sector de los fondos de inversión inició un periodo de crecimiento. Según Robert Pozen y Theresa Hamacher, el crecimiento fue el resultado de tres factores:
1. Un mercado alcista tanto para las acciones como para los bonos,
2. La introducción de nuevos productos (incluyendo fondos basados en bonos municipales, varios sectores industriales, fondos internacionales y fondos de fecha objetivo) y
3. Una mayor distribución de participaciones en fondos. Entre los nuevos canales de distribución se encuentran los planes de jubilación. Los fondos de inversión son ahora la opción de inversión preferida en ciertos tipos de planes de jubilación, concretamente en los 401(k), otros planes de contribución definida y en las cuentas individuales de jubilación (IRA, por sus siglas en inglés), todos los cuales aumentaron su popularidad en la década de 1980.[10]

El escándalo de los fondos de inversión de 2003 supuso un trato desigual a los accionistas de los fondos, por el que algunas sociedades gestoras de fondos permitían a los inversores favorecidos realizar operaciones tardías prohibidas o market timing. El escándalo fue destapado por el exfiscal general de Nueva York, Eliot Spitzer, y dio lugar a un aumento de la regulación.
En un estudio realizado en 2007 sobre los fondos de inversión alemanes, Johannes Gomolka y Ralf Jasny encontraron pruebas estadísticas de arbitraje horario ilegal en la negociación de fondos de inversión alemanes. Aunque se informó a los reguladores, la BaFin nunca comentó estos resultados.

## Características
Al igual que otros tipos de fondos de inversión, los fondo mutualistas tienen ventajas y desventajas en comparación con las estructuras alternativas o la inversión directa en valores individuales. Según Robert Pozen y Theresa Hamacher, éstas son:

### Ventajas
- Mayor oportunidad de diversificación: Un fondo se diversifica al poseer muchos valores. Esta diversificación disminuye el riesgo.
- Liquidez diaria: En Estados Unidos, las participaciones de los fondos de inversión pueden rescatarse por su valor liquidativo en un plazo de siete días, pero en la práctica el rescate suele ser mucho más rápido. Esta liquidez puede crear desajustes entre activos y pasivos que plantean problemas, lo que en parte motivó una norma de gestión de la liquidez de la SEC en 2016.[12]
- Gestión profesional de las inversiones: Los fondos abiertos y cerrados contratan gestores de cartera para supervisar las inversiones del fondo.
- Posibilidad de participar en inversiones que pueden estar disponibles solo para inversores más grandes. Por ejemplo, los inversores particulares suelen tener dificultades para invertir directamente en mercados extranjeros.
- Servicio y comodidad: Los fondos suelen ofrecer servicios como la emisión de cheques.
- Supervisión gubernamental: Los fondos de inversión están regulados por un organismo gubernamental.
- Transparencia y facilidad de comparación: Todos los fondos de inversión están obligados a facilitar la misma información a los inversores, lo que facilita la comparación entre ellos.[10]

### Desventajas
Los fondos de inversión también tienen desventajas, que incluyen
- Comisiones
- Menos control sobre el momento de reconocimiento de las ganancias
- Ingresos menos predecibles
- No hay posibilidad de personalizar[10]

## Regulación y funcionamiento

### Estados Unidos
En Estados Unidos, las principales leyes que rigen los fondos de inversión son:
- La Ley de Valores de 1933 exige que todas las inversiones vendidas al público, incluidos los fondos de inversión, se registren en la SEC y que proporcionen a los posibles inversores un folleto que revele los datos esenciales de la inversión.
- La Securities and Exchange Act de 1934 exige que los emisores de valores, incluidos los fondos de inversión, informen regularmente a sus inversores; esta ley también creó la Securities and Exchange Commission, que es el principal regulador de los fondos de inversión.
- La Ley de Ingresos de 1936 estableció las directrices para la tributación de los fondos de inversión. Los fondos de inversión no tributan por sus ingresos y beneficios si cumplen determinados requisitos del Código de la Renta de Estados Unidos; en cambio, los ingresos imponibles se trasladan a los inversores del fondo. El IRS exige a los fondos que diversifiquen sus inversiones, limiten la propiedad de valores con derecho a voto, distribuyan anualmente la mayor parte de sus ingresos (dividendos, intereses y ganancias de capital netas de pérdidas) a sus inversores y obtengan la mayor parte de los ingresos invirtiendo en valores y divisas.[13] La caracterización de los ingresos de un fondo no cambia cuando se pagan a los accionistas. Por ejemplo, cuando un fondo de inversión distribuye ingresos por dividendos a sus accionistas, los inversores del fondo declararán la distribución como ingresos por dividendos en su declaración de impuestos. En consecuencia, los fondos de inversión se denominan a menudo vehículos de flujo o de transferencia, porque simplemente transfieren los ingresos y las obligaciones fiscales relacionadas con sus inversores. [cita requerida]
- La Ley de Sociedades de Inversión de 1940 establece normas que regulan específicamente los fondos de inversión. Esta ley se centra en la divulgación al público inversor de información sobre el fondo y sus objetivos de inversión, así como en la estructura y las operaciones de la sociedad de inversión.
- La Ley de Asesores de Inversión de 1940 establece normas que rigen a los asesores de inversión. Con ciertas excepciones, esta ley exige que las empresas o los profesionales únicos que reciben una compensación por asesorar a otros sobre inversiones en valores se registren en la SEC y se ajusten a las normas destinadas a proteger a los inversores.[14]
- La Ley de Mejora de los Mercados de Valores Nacionales de 1996 otorgó al gobierno federal la autoridad para elaborar normas, adelantándose a los reguladores estatales. Sin embargo, los estados siguen teniendo autoridad para investigar y perseguir el fraude en los fondos de inversión.

Los fondos de inversión son supervisados por un consejo de administración, si están organizados como sociedad, o por un fideicomisario, si están organizados como fideicomiso. El consejo debe garantizar que el fondo se gestiona en interés de los inversores del fondo. El consejo contrata al gestor del fondo y a otros proveedores de servicios para el fondo.
El patrocinador o la sociedad gestora del fondo, a menudo denominado gestor del fondo, negocia (compra y vende) las inversiones del fondo de acuerdo con el objetivo de inversión del mismo. Los fondos gestionados por la misma empresa bajo la misma marca se conocen como familia de fondos o complejo de fondos. Un gestor de fondos debe ser un asesor de inversiones registrado.

### Unión Europea
En la Unión Europea, los fondos se rigen por las leyes y reglamentos establecidos por su país de origen. Sin embargo, la Unión Europea ha establecido un régimen de reconocimiento mutuo que permite que los fondos regulados en un país se vendan en todos los demás países de la Unión Europea, si cumplen ciertos requisitos. La directiva que establece este régimen es la Directiva sobre Organismos de Inversión Colectiva en Valores Mobiliarios de 2009, y los fondos que cumplen sus requisitos se conocen como fondos OICVM.

### Canadá
La regulación de los fondos de inversión en Canadá se rige principalmente por el Instrumento Nacional 81-102 "Fondos de inversión", que se aplica por separado en cada provincia o territorio. El administrador de valores canadiense trabaja para armonizar la regulación en todo Canadá.

### Hong Kong
En el mercado de Hong Kong los fondos de inversión están regulados por dos autoridades:
La Comisión de Valores y Futuros (SFC) elabora normas que se aplican a todos los fondos de inversión comercializados en Hong Kong.
Las normas de la Autoridad de Regímenes de Fondos de Previsión Obligatorios (MPFA) se aplican únicamente a los fondos de inversión que se comercializan para su uso en las cuentas de jubilación de los residentes de Hong Kong. Las normas de la MPFA suelen ser más restrictivas que las de la SFC.

### Taiwán
En Taiwán, los fondos de inversión están regulados por la Comisión de Supervisión Financiera (FSC).

### India
Los fondos de inversión en la India están regulados por la Securities and Exchange Board of India, el regulador del mercado de valores y materias primas propiedad del Gobierno de la India. en virtud de la normativa SEBI (Mutual Funds) de 1996. El aspecto funcional de la industria de los fondos mutuos es competencia de la AMFI, una subdivisión de la SEBI. Creado en agosto de 1995, el organismo emprendió la campaña Mutual Funds Sahi hai en marzo de 2017 para promover la concienciación de los inversores sobre los fondos de inversión en la India.

## Estructuras de los fondos
Existen tres estructuras principales de fondos de inversión: fondos abiertos, fondos de inversión y fondos cerrados. Los fondos cotizados (ETF) son fondos abiertos o fondos de inversión que cotizan en bolsa.

### Fondos abiertos
Los fondos de inversión abiertos deben estar dispuestos a recomprar ("reembolsar") sus acciones a sus inversores al valor neto de los activos (NAV) calculado ese día sobre la base de los precios de los valores que posee el fondo. En Estados Unidos, los fondos abiertos deben estar dispuestos a recomprar acciones al final de cada día hábil. En otras jurisdicciones, los fondos abiertos pueden estar obligados a recomprar acciones sólo a intervalos más largos. Por ejemplo, los fondos OICVM en Europa sólo están obligados a aceptar reembolsos dos veces al mes (aunque la mayoría de los OICVM aceptan reembolsos diariamente).
La mayoría de los fondos abiertos también venden acciones al público todos los días laborables; estas acciones se cotizan al valor liquidativo.
Los fondos abiertos suelen denominarse simplemente "fondos de inversión".
En Estados Unidos, a finales de 2019, había 7.945 fondos de inversión abiertos con activos combinados de 21,3 billones de dólares, lo que representa el 83% de la industria estadounidense.

### Fondos de inversión
Los fondos comunes de inversión (UIT) se emiten al público una sola vez cuando se crean. Los UITs suelen tener una vida limitada, establecida en el momento de su creación. Los inversores pueden reembolsar las acciones directamente con el fondo en cualquier momento (de forma similar a un fondo abierto) o esperar a reembolsarlas en el momento de la finalización del fideicomiso. Menos comúnmente, pueden vender sus acciones en el mercado abierto.
A diferencia de otros tipos de fondos de inversión, los fondos comunes de inversión no tienen un gestor de inversiones profesional. Su cartera de valores se establece en el momento de la creación del UIT.
En Estados Unidos, a finales de 2019, había 4.571 UIT con activos combinados de menos de 0,1 billones de dólares.

### Fondos cerrados
Los fondos cerrados suelen emitir acciones al público una sola vez, cuando se crean mediante una oferta pública inicial. A continuación, sus acciones se cotizan en una bolsa de valores. Los inversores que quieren vender sus acciones deben venderlas a otro inversor en el mercado; no pueden volver a vender sus acciones al fondo. El precio que los inversores reciben por sus acciones puede ser significativamente diferente del valor liquidativo; puede ser con una "prima" respecto al valor liquidativo (es decir, superior al valor liquidativo) o, más comúnmente, con un "descuento" respecto al valor liquidativo (es decir, inferior al valor liquidativo).
En Estados Unidos, a finales de 2019, había 500 fondos de inversión cerrados con activos combinados de 0,28 billones de dólares.

## Clasificación de los fondos por tipos de inversiones subyacentes
Los fondos de inversión pueden clasificarse por sus inversiones principales, tal como se describen en el folleto y el objetivo de inversión. Las cuatro categorías principales de fondos son los fondos del mercado monetario, los fondos de bonos o de renta fija, los fondos de acciones o de renta variable y los fondos híbridos. Dentro de estas categorías, los fondos pueden subclasificarse por objetivo de inversión, enfoque de inversión o enfoque específico.
Los tipos de valores en los que puede invertir un fondo concreto se establecen en el folleto del fondo, un documento legal que describe el objetivo de inversión del fondo, el enfoque de inversión y las inversiones permitidas. El objetivo de inversión describe el tipo de ingresos que busca el fondo. Por ejemplo, un fondo de revalorización del capital suele tratar de obtener la mayor parte de sus rendimientos de los aumentos de los precios de los valores que posee, en lugar de los ingresos por dividendos o intereses. El enfoque de inversión describe los criterios que el gestor del fondo utiliza para seleccionar las inversiones para el fondo.
Los fondos de bonos, acciones e híbridos pueden clasificarse como fondos de índice (o de gestión pasiva) o fondos de gestión activa.
Las inversiones alternativas que incorporan técnicas avanzadas, como la cobertura, se conocen como "alternativas líquidas". 

### Fondos del mercado monetario
Los fondos del mercado monetario invierten en instrumentos del mercado monetario, que son valores de renta fija con un plazo de vencimiento muy corto y una alta calidad crediticia. Los inversores suelen utilizar los fondos del mercado monetario como sustituto de las cuentas de ahorro bancarias, aunque los fondos del mercado monetario no están asegurados por el gobierno, a diferencia de las cuentas de ahorro bancarias.
En Estados Unidos, los fondos del mercado monetario vendidos a inversores minoristas y a los que invierten en valores públicos pueden mantener un valor liquidativo estable de 1 dólar por acción, cuando cumplen determinadas condiciones. Los fondos del mercado monetario vendidos a inversores institucionales que invierten en valores no gubernamentales deben calcular un valor liquidativo basado en el valor de los valores mantenidos en los fondos.
En Estados Unidos, a finales de 2019, los activos en fondos del mercado monetario eran de 3,6 billones de dólares, lo que representa el 14% del sector.

### Fondos de bonos
Los fondos de bonos invierten en valores de renta fija o deuda. Los fondos de bonos pueden subclasificarse según:
- Los tipos específicos de bonos que se poseen (como bonos de alto rendimiento o bonos basura, bonos corporativos con grado de inversión, bonos gubernamentales o bonos municipales)

- El vencimiento de los bonos poseídos (es decir, a corto, medio o largo plazo)
- El país de emisión de los bonos (como Estados Unidos, mercados emergentes o mundial)
- El tratamiento fiscal de los intereses percibidos (imponibles o exentos de impuestos)

En Estados Unidos, a finales de 2019, los activos en fondos de bonos (de todo tipo) eran de 5,7 billones de dólares, lo que representa el 22% del sector.

### Fondos de acciones
Los fondos de acciones o de renta variable invierten en acciones comunes. Los fondos de acciones pueden centrarse en un área particular del mercado de valores, como por ejemplo
- Acciones de un determinado sector
- Acciones de un país o región concretos
- Acciones de empresas que experimentan un fuerte crecimiento
- Acciones que los gestores de la cartera consideran un buen valor en relación con el valor del negocio de la empresa
- Acciones que pagan altos dividendos que proporcionan ingresos
- Acciones dentro de un determinado rango de capitalización bursátil

En Estados Unidos, a finales de 2019, los activos en fondos de acciones (de todo tipo) eran de 15,0 billones de dólares, lo que representa el 58% del sector.
Los fondos que invierten en un número relativamente pequeño de acciones se conocen como "fondos de enfoque". 

### Fondos híbridos
Los fondos híbridos invierten tanto en bonos como en acciones o en valores convertibles. Los fondos equilibrados, los fondos de asignación de activos, los fondos de bonos convertibles, los fondos de fecha objetivo o de riesgo objetivo y los fondos de ciclo de vida o de estilo de vida son todos tipos de fondos híbridos. La rentabilidad de los fondos híbridos puede explicarse mediante una combinación de factores bursátiles (por ejemplo, el modelo de tres factores de Fama-French), factores de bonos (por ejemplo, el exceso de rentabilidad de un índice de bonos del Estado), factores de opciones (por ejemplo, la volatilidad implícita del mercado de valores) y factores de fondos (por ejemplo, la oferta neta de bonos convertibles)
Los fondos híbridos pueden estructurarse como fondos de fondos, lo que significa que invierten comprando participaciones en otros fondos de inversión que invierten en valores. Muchos fondos de fondos invierten en fondos afiliados (es decir, fondos de inversión gestionados por el mismo patrocinador del fondo), aunque algunos invierten en fondos no afiliados (es decir, gestionados por otros patrocinadores del fondo) o alguna combinación de ambos.
En Estados Unidos, a finales de 2019, los activos en fondos híbridos eran de 1,6 billones de dólares, lo que representa el 6% de la industria.

### Otros fondos
Los fondos pueden invertir en materias primas u otras inversiones. 

## Gastos
Los inversores de un fondo de inversión pagan los gastos del fondo. Algunos de estos gastos reducen el valor de la cuenta del inversor; otros los paga el fondo y reducen el valor liquidativo.
Estos gastos se dividen en cinco categorías:

### Comisión de gestión
La comisión de gestión la paga el fondo a la sociedad gestora o al patrocinador que organiza el fondo, presta los servicios de gestión de la cartera o de asesoramiento en materia de inversión, y normalmente presta su marca al fondo. El gestor del fondo también puede prestar otros servicios administrativos. La comisión de gestión suele tener puntos de corte, lo que significa que disminuye a medida que aumentan los activos (en el fondo específico o en la familia de fondos en su conjunto). El consejo de administración del fondo revisa anualmente la comisión de gestión. Los accionistas del fondo deben votar sobre cualquier propuesta de aumento, pero el gestor o el patrocinador del fondo pueden acordar renunciar a una parte o a la totalidad de las comisiones de gestión para reducir el coeficiente de gastos del fondo.
Los fondos indexados suelen cobrar una comisión de gestión más baja que los fondos de gestión activa.

### Gastos de distribución
Los gastos de distribución pagan la comercialización, la distribución de las acciones del fondo y los servicios a los inversores. Hay tres tipos de gastos de distribución.
- Carga inicial o comisión de venta. La carga inicial o comisión de venta es una comisión que el fondo de inversión paga al agente cuando se compran las acciones. Se expresa como un porcentaje del importe total invertido o del "precio de oferta pública", que equivale al valor neto de los activos más la carga inicial por acción. La carga inicial suele disminuir a medida que aumenta el importe invertido, a través de puntos de ruptura. La carga inicial la paga el inversor; se deduce del importe invertido.
- Carga final. Algunos fondos tienen una carga final, que paga el inversor cuando reembolsa las acciones. Si la carga final disminuye cuanto más tiempo tenga el inversor las acciones, se denomina comisión de venta diferida contingente (CDSC). Al igual que la carga inicial, la carga final es pagada por el inversor y se deduce del producto del reembolso.
- Comisión de distribución y servicios. Algunos fondos cobran una comisión anual para compensar al distribuidor de las acciones del fondo por la prestación de servicios continuos a los accionistas del fondo. En Estados Unidos, esta comisión se denomina a veces comisión 12b-1, por la norma de la SEC que la autoriza. La comisión de distribución y servicios la paga el fondo y reduce el valor liquidativo.

Las comisiones de distribución suelen variar para cada clase de acciones.

### Comisiones de transacción de valores en las que incurre el fondo
Un fondo de inversión paga los gastos relacionados con la compra o venta de los valores de su cartera. Estos gastos pueden incluir comisiones de corretaje. Estos gastos suelen estar positivamente correlacionados con el volumen de negocio.

### Comisiones de transacción de los accionistas
Los accionistas pueden tener que pagar comisiones por ciertas transacciones, como la compra o venta de acciones del fondo. Un fondo puede cobrar una comisión por mantener una cuenta de jubilación individual para un inversor.
Algunos fondos cobran comisiones de reembolso cuando un inversor vende acciones del fondo poco después de haberlas comprado (normalmente en los 30, 60 o 90 días siguientes a la compra). Las comisiones de reembolso se calculan como un porcentaje del importe de la venta. Las comisiones de transacción de los accionistas no forman parte del coeficiente de gastos.

### Cargos por servicios del fondo
Un fondo de inversión puede pagar por otros servicios, entre ellos
- Honorarios y gastos del consejo de administración o de los fideicomisarios
- Comisión de custodia: se paga a un banco custodio por mantener la cartera del fondo en custodia y cobrar los ingresos adeudados por los valores
- Comisión de administración del fondo: por la supervisión de todos los asuntos administrativos, como la preparación de los estados financieros y los informes de los accionistas, la presentación ante la SEC, el control del cumplimiento, el cálculo de los rendimientos totales y otra información sobre la rentabilidad, la preparación y presentación de las declaraciones de impuestos y todos los gastos derivados del cumplimiento de las leyes estatales sobre el cielo azul.
- Comisión de contabilidad de fondos: por la realización de servicios de contabilidad de inversiones o de valores y el cálculo del valor liquidativo (normalmente todos los días de apertura de la Bolsa de Nueva York)
- Honorarios de servicios profesionales: honorarios legales y de auditoría
- Honorarios de registro: pagados a la SEC y a los reguladores de valores estatales
- Gastos de comunicación con los accionistas: impresión y envío de los documentos requeridos a los accionistas, como los informes de los accionistas y los folletos.
- Honorarios y gastos del agente de transferencias: por mantener los registros de los accionistas, proporcionar estados de cuenta y formularios fiscales a los inversores y prestar asistencia y servicios a los inversores por teléfono, Internet u otros medios.
- Otros gastos/comisiones varias

El gestor o el patrocinador del fondo pueden acordar subvencionar algunos de estos gastos.

### Ratio de gastos
El ratio de gastos es igual a las comisiones y gastos recurrentes cargados al fondo durante el año, dividido por el activo neto medio. La comisión de gestión y los cargos por servicios del fondo se incluyen normalmente en el coeficiente de gastos. Normalmente se excluyen las cargas iniciales y finales, las comisiones por transacciones de valores y las comisiones por transacciones de los accionistas.
Para facilitar la comparación de los gastos, los reguladores suelen exigir que los fondos utilicen la misma fórmula para calcular el coeficiente de gastos y publiquen los resultados.

### Fondo sin carga
En Estados Unidos, un fondo que se autodenomina "sin carga" no puede cobrar una carga inicial o final en ningún caso y no puede cobrar una comisión de distribución y servicios superior al 0,25% de los activos del fondo.

### Controversia sobre las comisiones y los gastos
Los críticos del sector de los fondos sostienen que los gastos de los fondos son demasiado elevados. Creen que el mercado de los fondos de inversión no es competitivo y que hay muchas comisiones ocultas, por lo que es difícil para los inversores reducir las comisiones que pagan. Sostienen que la forma más eficaz de que los inversores aumenten los rendimientos que obtienen de los fondos de inversión es invertir en fondos con ratios de gastos bajos.
Los gestores de fondos replican que las comisiones están determinadas por un mercado altamente competitivo y, por tanto, reflejan el valor que los inversores atribuyen al servicio prestado. También señalan que las comisiones se divulgan claramente.

## Definiciones de los términos clave

### Rendimiento total medio anual
Los fondos de inversión de los Estados Unidos están obligados a comunicar las tasas de rendimiento medio anual compuesto para los periodos de uno, cinco y diez años utilizando la siguiente fórmula:
P(1+T)n = ERV
Donde:
P = un hipotético pago inicial de 1.000 dólares
T = rendimiento total medio anual
n = número de años
ERV = valor final redimible de un hipotético pago de 1.000 dólares realizado al principio de los periodos de uno, cinco o diez años al final de dichos periodos (o parte fraccionada).

### Capitalización bursátil
La capitalización bursátil es igual al número de acciones de una empresa en circulación multiplicado por el precio de mercado de la acción. La capitalización bursátil es un indicador del tamaño de una empresa. Los rangos típicos de capitalización bursátil son:[cita requerida]
| Name                   | Valor de mercado (miles de millones de dólares) |
| ---------------------- | ----------------------------------------------- |
| Mega capitalización    | más de 200                                      |
| Gran capitalización    | 10 a 200                                        |
| Media capitalización   | 2 a 10                                          |
| Pequeña capitalización | 0.3 a 2                                         |
| Micro capitalización   | 0.05 a 0.3                                      |
| Nano capitalización    | Menos de 0,05                                   |

### Valor liquidativo
El valor liquidativo de un fondo es igual al valor de mercado actual de las participaciones de un fondo menos el pasivo del mismo (esta cifra también puede denominarse "activo neto" del fondo). Suele expresarse como un importe por acción, que se calcula dividiendo el activo neto entre el número de acciones del fondo en circulación. Los fondos deben calcular su valor liquidativo de acuerdo con las normas establecidas en sus folletos. La mayoría calcula su valor liquidativo al final de cada día hábil.
La valoración de los títulos de la cartera de un fondo suele ser la parte más difícil del cálculo del valor liquidativo. El consejo de administración del fondo suele supervisar la valoración de los valores.

### Clases de acciones
Un mismo fondo de inversión puede dar a los inversores la posibilidad de elegir entre diferentes combinaciones de cargas iniciales, cargas finales y comisión de distribución y servicios, ofreciendo varios tipos diferentes de acciones, conocidas como clases de acciones. Todas ellas invierten en la misma cartera de valores, pero cada una tiene gastos diferentes y, por lo tanto, valores netos de activos diferentes y resultados de rendimiento diferentes. Algunas de estas clases de acciones pueden estar disponibles sólo para determinados tipos de inversores.
Las clases de acciones típicas de los fondos vendidos a través de corredores u otros intermediarios en Estados Unidos son:
- Las acciones de clase A suelen cobrar una carga de venta inicial junto con una pequeña comisión de distribución y servicios.
- Las acciones de clase B no suelen tener una carga de venta inicial, sino que tienen una elevada comisión de venta diferida contingente (CDSC) que disminuye gradualmente a lo largo de varios años, combinada con una elevada comisión 12b-1. Las acciones de la Clase B suelen convertirse automáticamente en acciones de la Clase A una vez que se han mantenido durante un periodo determinado.
- Las acciones de la clase C suelen tener una elevada comisión de distribución y servicios y una modesta comisión de venta diferida contingente que se interrumpe al cabo de uno o dos años. Las acciones de clase C no suelen convertirse en otra clase. Suelen denominarse acciones de "carga nivelada".
- Las acciones de clase I suelen estar sujetas a requisitos de inversión mínima muy elevados y, por tanto, se conocen como acciones "institucionales". Son acciones sin carga
- La clase R suele utilizarse en planes de jubilación, como los planes 401(k). Normalmente no cobran cargas, pero sí una pequeña comisión de distribución y servicios.

Los fondos sin carga en Estados Unidos suelen tener dos clases de acciones:
- Las acciones de clase I no cobran una comisión de distribución y servicios
- Las acciones de clase N cobran una comisión de distribución y servicios que no supera el 0,25% de los activos del fondo.

Ninguna de las dos clases de participaciones suele cobrar una carga inicial o final. 

### Rotación de la cartera
La rotación de la cartera es una medida del volumen de negociación de los valores de un fondo. Se expresa como un porcentaje del valor medio de mercado de los valores a largo plazo de la cartera. La rotación es la menor de las compras o ventas de un fondo durante un año determinado dividida por el valor medio de mercado de los valores a largo plazo para el mismo periodo. Si el periodo es inferior a un año, la rotación se suele anualizar.

## Otras lecturas
- Pozen, Robert; Hamacher, Theresa (2015). The Fund Industry: How Your Money is Managed (2nd edición). Hoboken, New Jersey: Wiley. ISBN 978-1118929940.
- Lemke, Thomas P.; Lins, Gerald T.; Smith, A. Thomas (6 de marzo de 1997). Regulation of Investment Companies. LexisNexis. ISBN 978-0-8205-2005-6.
- Lemke, Thomas P.; Lins, Gerald T.; McGuire, W. John (18 de diciembre de 2020). Regulation of Exchange-Traded Funds. LexisNexis. ISBN 978-0-7698-9131-6.
- Ammann, Manuel; Kind, Axel; Wilde, Christian (2010). «What drives the performance of convertible-bond funds?». Journal of Banking and Finance 34 (11): 2600-2613. doi:10.1016/j.jbankfin.2010.04.016.